# Villa San Giovanni (métro de Milan)
Pour les articles homonymes, voir Villa San Giovanni (homonymie).
Villa San Giovanni est une station de la ligne 1 du métro de Milan, située viale Monza.